# ファブリツィオ・モレッティ
ファブリツィオ・モレッティ(Fabrizio Moretti、1980年6月2日- )は、アメリカのロックバンド、ザ・ストロークスのドラマー。ザ・ストロークス以外でもLittle Joyというバンドを組んでラフ・トレードからデビューしている。

## 略歴
イタリア人の父とブラジル人の母のもとにリオデジャネイロで生まれ、4歳の時にアメリカ・ニューヨークに移住。当初3年ほどの滞在の予定だったが、結局17年間の滞在となった。両親と兄弟は現在はブラジルで暮らしており、ファブリツィオ自身も母国語であるポルトガル語を流暢に喋ることができる。ニューヨークの私学Dwight Schoolにてニック・ヴァレンシとジュリアン・カサブランカスに出会い、バンドを組むこととなる。またアートに関心が強く、バンドメンバーのポートレートなどをバンドのウェブサイトで紹介している。その他、交流のあるネオン・ネオンのアルバムにてドラムを叩いている。

## 私生活
2002年から女優のドリュー・バリモアと交際していたが、2007年に破局。現在は自身のバンドLittle JoyのメンバーであるBinki Shapiroと交際している。